# Sydlig tonfisk
Sydlig tonfisk (Thunnus maccoyii) är en fiskart som först beskrevs av François Louis Nompar de Caumont de Laporte 1872.  Sydlig tonfisk ingår i släktet Thunnus och familjen makrillfiskar. IUCN kategoriserar arten globalt som akut hotad. Inga underarter finns listade i Catalogue of Life.